# Реол
Рео̀л (на френски: La Réole) е град в югозападна Франция, част от департамента Жиронд в регион Нова Аквитания. Населението му е около 4 400 души (2020).
Разположен е на 70 метра надморска височина в Аквитанската низина, на десния бряг на река Гарона и на 50 километра югоизточно от Бордо. Селището възниква около основан през 977 година приорат, а през 1346 година е подложено на продължителна обсада по време на Стогодишната война. Днес е център на малка агломерация със 7 хиляди жители (2020).

## Известни личности
Починали в Реол
- Абон Фльорийски (945-1004), духовник